# Лебедев, Александр Тимофеевич
Александр Тимофеевич Лебедев (1868, Санкт-Петербург — 1943, Москва) — русский и советский москвовед, некрополист и фотограф.

## Биография
Родился 3 сентября 1868 года[по какому календарю?] в Петербурге в семье генерала от инфантерии Тимофея Александровича Лебедева (1837—1911). 
С 1887 по 1918 год служил на Петербургской (затем Петроградской) почтовой таможне в чине коллежского асессора. Начиная с 1899 года начал фотографировать и занимался фотосъёмками вплоть до 1941 года. Всегда, в течение 42 лет, использовал один и тот же фотоаппарат фирмы Герц — подарок отца. В качестве фотографа был приглашён Николаем Михайловичем, много фотографировал на кладбищах Москвы, Петербурга и других городов Российской империи и РСФСР. С 1906 по 1912 год издал трёхтомный фотоальбом «Русские кладбища», куда вошли более 400 фотографий российских некрополей.
В 1918 году вместе с супругой переехал в Москву. Первоначально работал в должности делопроизводителя в различных учреждениях: в соборе Василия Блаженного, в отделе музеев Наркомпроса. С 1920 по 1930 годы активно фотографировал городские и монастырские кладбища Москвы.
В 1934 году был арестован по сфабрикованному делу (за публикацию в прессе русской эмиграции во Франции кадров сноса Храма Христа Спасителя) и был выселен из квартиры, после освобождения жил и работал в Москве в квартире зятя по адресу: Малый Козихинский переулок, 14. Кроме кладбищ активно фотографировал исторические достопримечательности Москвы и Московской губернии (Московской области) (127+684 фотографии).
Скончался 29 марта 1943 года в Москве. Похоронен на Ваганьковском кладбище. Точное место участка захоронения неизвестны из-за отсутствия записи в регистрационном журнале.